# Aku no hana
Aku no hana (悪の華) è il quinto album in studio del gruppo musicale giapponese Buck-Tick, pubblicato nel 1990.

## Tracce
1. National Media Boys – 4:26
2. Maboroshi no Miyako (幻の都) – 3:59
3. Love Me – 3:15
4. Pleasure Land – 5:00
5. Misty Blue – 4:23
6. Dizzy Moon – 3:25
7. Sabbat – 5:08
8. The World Is Yours – 4:52
9. Aku no Hana (悪の華) – 4:18
10. Kiss Me Good-Bye – 6:17

## Formazione
- Atsushi Sakurai - voce
- Hisashi Imai - chitarra, cori
- Hidehiko Hoshino - chitarra, cori
- Yutaka Higuchi - basso
- Toll Yagami - batteria